# Anouar El Mhassani
Anouar El Mhassani (Amsterdam, 18 april 2001) is een Nederlands voetballer van Marokkaanse afkomst die als aanvaller voor Ajman Club speelde.

## Carrière
Anouar El Mhassani speelde in de jeugd van FC Blauw-Wit Amsterdam, AVV Zeeburgia, AFC Ajax en West Ham United FC. Nadat zijn contract hier in 2020 afliep vertrok hij naar Ajman Club, uit de Verenigde Arabische Emiraten. Hij speelde één wedstrijd voor deze club, in de Arabian Gulf Cup tegen Al-Fujairah SC. In deze met 1-2 verloren wedstrijd kwam hij in de 67e minuut in het veld voor Hussain Abdulrahman.

### Statistieken
| Seizoen                    | Club           | Land           | Competitie     | Competitie | Competitie | Beker | Beker | Totaal | Totaal |
| Seizoen                    | Club           | Land           | Competitie     | Wed.       | Dlp.       | Wed.  | Dlp.  | Wed.   | Dlp.   |
| -------------------------- | -------------- | -------------- | -------------- | ---------- | ---------- | ----- | ----- | ------ | ------ |
| 2020/21                    | Ajman Club     | VAE            | VAE Liga       | 0          | 0          | 1     | 0     | 1      | 0      |
| Carrièretotaal             | Carrièretotaal | Carrièretotaal | Carrièretotaal | 0          | 0          | 1     | 0     | 1      | 0      |
| Bijgewerkt op 27 juli 2021 |                |                |                |            |            |       |       |        |        |